# Bitxac de la Reunió
El bitxac de la Reunió (Saxicola tectes) és una espècie d'ocell de la família dels muscicàpids (Muscicapidae) endèmica de l'illa de la Reunió. El seu estat de conservació es considera de risc mínim.